# Why (Sabrina Carpenter)
Why è un singolo della cantante statunitense Sabrina Carpenter, pubblicato nel 2017. Il brano è incluso nell'edizione giapponese dell'album Singular: Act I.

## Antefatti
Carpenter, in una intervista per Billboard, rivela che la canzone "è successa velocemente". "Siamo partiti con la prima frase della canzone - You like New York City in the daytime; I like New York City in the night time - e da lì, la canzone si è scritta più o meno da sola. Praticamente parla delle differenze che ci rendono differenti da tutti gli altri, ma che ci tengono comunque uniti. Mi piace dire che è molto colloquiale, a differenza di altre mie canzoni".
«"Perché" è una domanda che ci poniamo spesso, quindi ci sono molteplici significati all'interno della canzone che possono essere interpretati. Non dobbiamo necessariamente essere uguali o amare lo stesso. A volte le differenze possono tenerci assieme e penso che è un bel sentimento sul modo in cui affrontiamo la divergenza e su come può inoltre dimostrare la nostra compatibilità. Alla fine, non dobbiamo necessariamente sapere "perché" se siamo sicuri delle nostre stesse emozioni.», dice Carpenter in una intervista per iHeart Radio. 
La canzone è stata scritta dalla Carpenter e da Brett McLaughlin ed è stata prodotta da Jonas Jeberg.

## Descrizione
Why è una midtempo elettropop e dark pop.
Letteralmente, la canzone parla della cantante e di un ragazzo. I due sono completamente opposti, ma sono comunque fatti per stare insieme. Sabrina rivela che dopo aver scritto la prima strofa, hanno iniziato a cercare freneticamente cose che rendono le persone diverse fra loro.

## Tracce
- Download digitale

1. Why – 2:51

## Video musicale
Il 16 giugno 2017, Carpenter rilascia un'anteprima del video musicale, che mostra la cantante e l'attore Casey Cott. Il 20 luglio il video è stato rilascio su YouTube e attualmente conta 50 milioni di visualizzazioni. Il video è stato girato a New York da Jay Martin. Il 21 luglio, la Carpenter rivela che il video si ispira a diversi film.
Il video inizia con la Carpenter e Cott che fissano un muro, in cui sopra è presente scritta Why. Dopodiché i due, mentre parlano, si rendono conto che sono molto diversi. Cott, allora, raccoglie il sale e il pepe e dice "questa sei tu [il sale] e questo sono io [il pepe]. A prima vista si potrebbe pensare che insieme non andiamo bene, ma tutti sanno che ci apparteniamo".
Dopo, Sabrina e Casey si trovano in un appartamento. Lì fanno svariate cose, come mangiare cibo cinese, rilassarsi sul letto assieme o baciarsi.

## Formazione
- Sabrina Carpenter - voce
- Șerban Ghenea - missaggio
- John Hanes - assistente al missaggio
- Chris Gehringer - mastering

## Classifiche
| Classifica      | Posizione massima |
| --------------- | ----------------- |
| Nuova Zelanda   | 8                 |
| Repubblica Ceca | 92                |
| Slovacchia      | 85                |
| Stati Uniti     | 121               |